# شهرستان سویده
شهرستان سویده (به لاتین: Suide County) یک شهرستان‌های جمهوری خلق چین در چین است که در یولین واقع شده‌است. شهرستان سویده ۱٬۸۷۸ کیلومتر مربع مساحت و ۲۹۶٬۰۸۸ نفر جمعیت دارد.